# Manès Sperber
Manès Sperber född 12 december 1905 i Zabłotów, död 5 februari 1984 i Paris, var en österrikisk-fransk författare, psykolog och filosof. Han skrev även under pseudonymerna Jan Heger och N.A. Menlos.

## Biografi
Sperber växte upp i en judisk familj i Zabłotów i Galizien. Sommaren 1916 flydde familjen undan första världskriget till Wien. Där träffade han individualpsykologins grundare Alfred Adler och blev dennes medarbetare. Han kom senare att bryta med Adler, på grund av oenigheter om förhållandet mellan individualpsykologin och marxismen. 
1927 flyttade Sperber till Berlin och gick med i Tysklands kommunistiska parti. Han undervisade vid Berliner Gesellschaft für Individualpsychologie. Efter att Adolf Hitler tagit makten fängslades Sperber men släpptes efter några veckor då han vid tidpunkten var polsk medborgare. Han emigrerade först till Jugoslavien och sedan, 1934 till Paris där han arbetade för Komintern. 1938 lämnade han partiet på grund av de stalinistiska utrensningarna inom partiet. 
År 1939, strax innan andra världskriget, tog Sperber värvning i Främlingslegionen men demobiliserades snart. Efter Frankrikes nederlag i kriget tog han sin tillflykt till Cagnes-sur-Mer som låg i den så kallade Zone libre, den "fria zonen". 1942 flydde han till Schweiz med sin familj då Nazityskland invaderat och påbörjat deportera judar från området. Efter krigsslutet 1945 återvände han till Paris och arbetade som författare.
Manès Sperber är far till den italienska historikern Vladimir Sperber och den franska antropologen Dan Sperber. Manès Sperber ligger begravd på Montparnassekyrkogården i Paris.

## Produktion
Manès Sperber är författare till romantrilogin Wie eine Träne im Ozean, 1949–1955 ('Som tårar i havet', 1957), till den självbiografiska trilogin All das Vergangene 1974–1977 och ett antal essäer om filosofi, politik, litteratur och psykologi.